# Myospila setipennis
Myospila setipennis är en tvåvingeart som först beskrevs av Malloch 1930.  Myospila setipennis ingår i släktet Myospila och familjen husflugor. Inga underarter finns listade i Catalogue of Life.